# Christian d'Orgeix
Christian d'Orgeix (Foix, 18 december 1927 - Nîmes, 5 mei 2019) was een Franse schilder en beeldhouwer van het surrealisme.

## Leven en werk
D'Orgeix groeide op in Foix. Zijn inspiratiebron was het werk van de kubistische schilder Albert Gleizes. In 1946 ging hij naar Parijs, waar hij in contact kwam met de surrealisten. Hij werkte als decorbouwer in het theater en voor een reclamebureau. In 1951 maakte hij zijn eerste 3-dimensionale werken van objets-trouvé en in 1953 nam hij deel aan de Salon surindépendant in Parijs.
D'Orgeix werd in 1959 uitgenodigd voor deelname aan documenta II en vijf jaar later weer voor documenta III in de Duitse stad Kassel en in 1961 was hij prijswinnaar bij de Biennale de Paris.
In 1990 verhuisde de kunstenaar naar Alès in het departement Gard. Hij stelde zijn werk regelmatig tentoon in vele musea in Europa en kreeg in 2006 een grote overzichtstentoonstelling in Parijs. 